# Helmut A. Binser

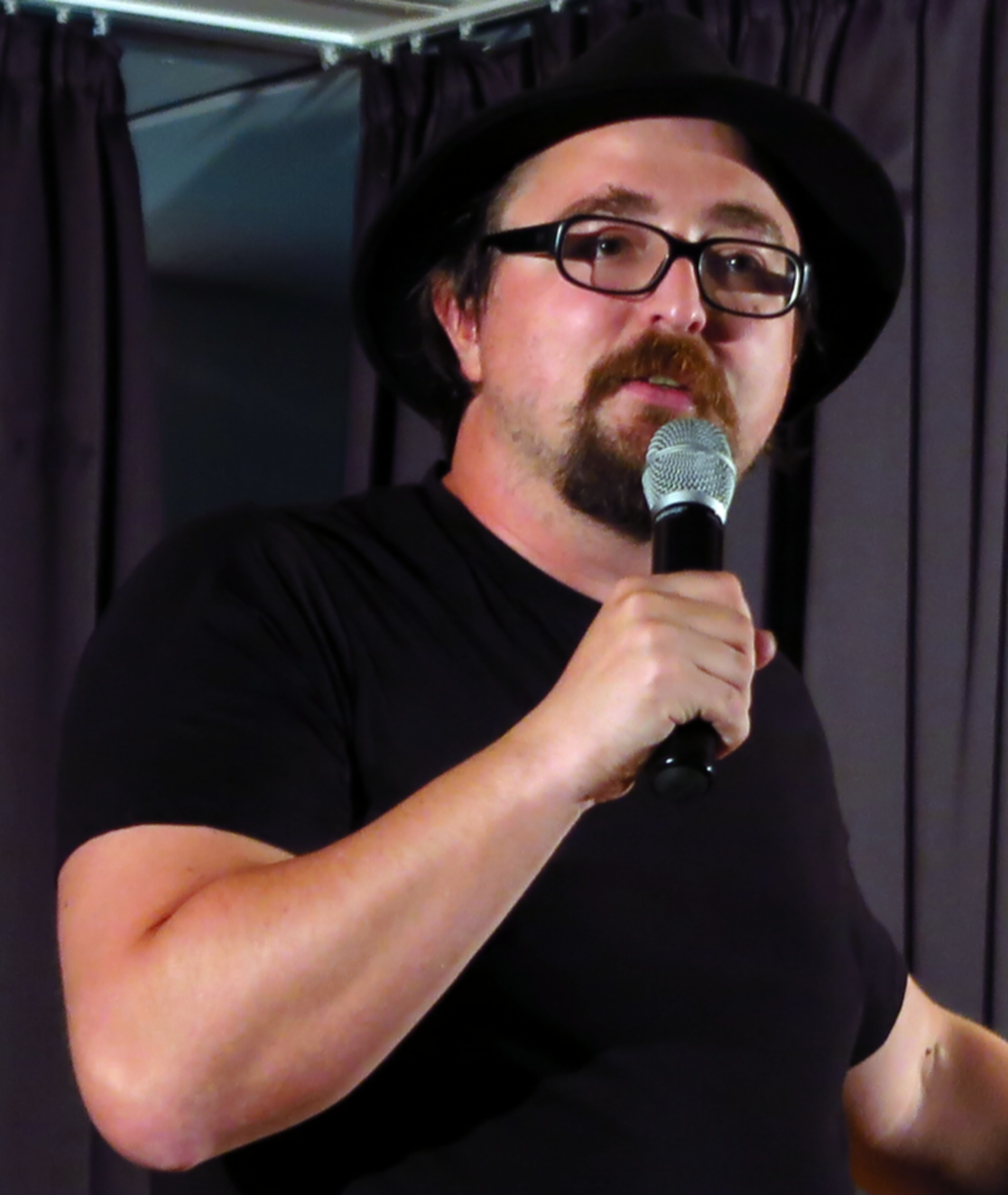
Helmut A. Binser (2015)

Helmut A. Binser (* 4. April 1980 in Runding im Landkreis Cham), eigentlich Martin Schönberger, ist ein oberpfälzischer Musikkabarettist aus dem Bayerischen Wald. Üblicherweise tritt der Künstler mit schwarzem T-Shirt, Jeans und Hut auf. Er trägt eine schwarze Hornbrille und benutzt die Instrumente Gitarre und Ziehharmonika. Während seines, überwiegend mundartlich geprägten Bühnenprogramms konsumiert er mehrere Gläser Bier.

## Leben
Er wuchs in unmittelbarer Nähe des Kleinkunsttheaters Liederbühne Robinson auf, wo er zeitweise als Kassierer tätig war. Die oberpfälzisch-niederbayerische Musikkabarett-Gruppe Da Huawa, da Meier und I engagierte ihn als Tourbusfahrer. Im Jahr 2010 fand die Premiere seines ersten Soloprogramms Der Junge mit der Harmonika statt, dem 2011 die erste CD-Veröffentlichung mit gleichem Titel folgte. Seit 2011 ist er hauptberuflich Musikkabarettist. Gegen Ende des Jahres 2017 hat er mehrere Vorpremieren zu seinem aktuellen Programm „Ohne Freibier wär’ das nie passiert“ veranstaltet. Mit dem Kulturpreis des Bezirks Oberpfalz in der Kategorie Kabarett/Musikkabarett wurde er 2018 ausgezeichnet.

## Diskographie
- 2012: Der Junge mit der Harmonika/Live
- 2014: Ein Stück Heile Welt
- 2016: Wie im Himmel[5]
- 2017: Ohne Freibier wär’ das nie passiert
- 2019: Löwenzahn